# Esqui cross-country nos Jogos Olímpicos de Inverno de 2006 - Revezamento 4x5 km feminino
A competição do revezamento 4x5 km feminino do esqui cross-country nos Jogos Olímpicos de Inverno de 2006 aconteceu no dia 18 de fevereiro.

## Medalhistas
|  | RUS Rússia                                                                              |  | GER Alemanha                                                       |  | ITA Itália                                                           |
|  | Natalia Baranova-Masolkina Larisa Kurkina Yuliya Chepalova Yevgeniya Medvedeva-Arbuzova |  | Stefanie Böhler Viola Bauer Evi Sachenbacher-Stehle Claudia Künzel |  | Arianna Follis Gabriella Paruzzi Antonella Confortola Sabina Valbusa |

## Resultados
| #  | País                | Tempo     | Dif.    | Nº | Clássico 1                 | Clássico 1 | Clássico 1 | Clássico 2                   | Clássico 2 | Clássico 2 | Livre 1                    | Livre 1 | Livre 1 | Livre 2            | Livre 2 | Livre 2 |
| #  | País                | Tempo     | Dif.    | Nº | Nome                       | Tempo      | Dif.       | Nome                         | Tempo      | Dif.       | Nome                       | Tempo   | Dif.    | Nome               | Tempo   | Dif.    |
| -- | ------------------- | --------- | ------- | -- | -------------------------- | ---------- | ---------- | ---------------------------- | ---------- | ---------- | -------------------------- | ------- | ------- | ------------------ | ------- | ------- |
|    | RUS Rússia          | 54:47.7   |         | 2  | Natalia Baranova-Masolkina | 14:34.9    | 9          | Larisa Kurkina               | 14:41.8    | 8          | Julija Tchepalova          | 12:41.2 | 1       | Evgenia Medvedeva- | 26:02.0 | 3       |
|    | GER Alemanha        | 54:57.7   | +10.0s  | 4  | Stefanie Boehler           | 14:33.9    | 8          | Viola Bauer                  | 14:19.5    | 2          | Evi Sachenbacher Stehle    | 12:50.6 | 2       | Claudia Kuenzel    | 25:58.4 | 2       |
|    | ITA Itália          | 54:58.7   | +11.0s  | 3  | Arianna Follis             | 14:32.0    | 7          | Gabriella Paruzzi            | 14:26.1    | 3          | Antonella Confortola       | 13:05.0 | 5       | Sabina Valbusa     | 26:12.4 | 4       |
| 4  | SWE Suécia          | 55:00.3   | +12.6s  | 8  | Anna Dahlberg              | 14:23.9    | 4          | Elin Ek                      | 14:38.6    | 7          | Britta Norgren             | 12:55.0 | 3       | Anna Karin Stromst | 25:44.1 | 1       |
| 5  | NOR Noruega         | 55:21.8   | +34.1s  | 1  | Kristin Stormer Steira     | 14:23.5    | 3          | Hilde G. Pedersen            | 14:29.3    | 4          | Kristin Murer Stemland     | 13:03.7 | 4       | Marit Bjorgen      | 26:29.7 | 7       |
| 6  | CZE República Checa | 55:46.3   | +58.6s  | 6  | Helena Balatkova Erbenova  | 14:40.8    | 10         | Kamila Rajdlova              | 15:03.0    | 11         | Ivana Janeckova            | 13:16.6 | 7       | Katerina Neumannov | 26:28.2 | 6       |
| 7  | FIN Finlândia       | 55:55.8   | +1:08.1 | 5  | Aino Kaisa Saarinen        | 14:21.1    | 2          | Virpi Kuitunen               | 14:30.4    | 5          | Riitta Liisa Lassila       | 13:13.4 | 6       | Kati Venalainen    | 26:32.3 | 8       |
| 8  | UKR Ucrânia         | 56:36.3   | +1:48.6 | 16 | Kateryna Grygorenko        | 14:56.5    | 12         | Tatjana Zavalij              | 15:01.8    | 10         | Vita Jakimchuk             | 13:33.4 | 11      | Valentina Shevchen | 26:26.2 | 5       |
| 9  | FRA França          | 56:41.4   | +1:53.7 | 9  | Aurelie Perrillat          | 14:27.9    | 6          | Karine Philippot             | 14:31.2    | 6          | Cecile Storti              | 13:22.1 | 9       | Emilie Vina        | 28:00.8 | 12      |
| 10 | CAN Canadá          | 56:49.8   | +2:02.1 | 17 | Milaine Theriault          | 15:09.6    | 16         | Sara Renner                  | 14:04.5    | 1          | Amanda Ammar               | 14:31.5 | 17      | Beckie Scott       | 27:17.7 | 10      |
| 11 | SUI Suíça           | 56:52.4   | +2:04.7 | 11 | Seraina Mischol            | 14:25.3    | 5          | Laurence Rochat              | 15:03.4    | 12         | Natascia Leonardi Cortesi  | 13:29.4 | 10      | Seraina Boner      | 26:50.7 | 9       |
| 12 | JPN Japão           | 56:57.8   | +2:10.1 | 12 | Nobuko Fukuda              | 14:20.0    | 1          | Masako Ishida                | 15:22.8    | 13         | Sumiko Yokoyama            | 13:18.8 | 8       | Madoka Natsumi     | 27:29.2 | 11      |
| 13 | KAZ Cazaquistão     | 57:52.9   | +3:05.2 | 7  | Oxana Jatskaja             | 15:02.6    | 15         | Yevgeniya Voloshenko         | 15:52.3    | 16         | Elena Kolomina             | 13:41.8 | 12      | Svetlana Malahova- | 28:52.7 | 15      |
| 14 | USA Estados Unidos  | 57:58.4   | +3:10.7 | 15 | Wendy Kay Wagner           | 15:00.0    | 14         | Kikkan Randall               | 15:28.5    | 15         | Sarah Konrad               | 13:43.5 | 13      | Rebecca Dussault   | 28:24.2 | 14      |
| 15 | BLR Bielorrússia    | 58:19.5   | +3:31.8 | 10 | Alena Sannikova            | 14:54.0    | 11         | Ludmila Korolik Shablouskaya | 15:24.0    | 14         | Ekaterina Rudakova Bulauka | 14:09.9 | 15      | Olga Vasiljonok    | 28:02.7 | 13      |
| 16 | CHN China           | 58:42.5   | +3:54.8 | 14 | Chunli Wang                | 14:58.0    | 13         | Hongxue Li                   | 15:01.6    | 9          | Yuanyuan Liu               | 13:47.5 | 14      | Bo Song            |         |         |
| 17 | EST Estônia         | 1:00:24.4 | +5:36.7 | 13 | Piret Pormeister           | 15:46.7    | 17         | Silja Suija                  | 16:03.5    | 17         | Kaili Sirge                | 14:12.6 | 16      | Tatjana Mannima    |         |         |

Legenda
| Recorde mundial      | Recorde mundial (World record)               |                       | Recorde africano                      | Recorde africano (African) |                                           | Q | Classificado por posição (Qualified) |
| Recorde olímpico     | Recorde olímpico (Olympic record)            | Recorde da América    | Recorde da América (Americas)         | q                          | Classificado por melhor tempo (Qualified) |   |                                      |
| Melhor marca do ano  | Melhor marca do ano (World leading)          | Recorde asiático      | Recorde asiático (Asian)              | DNS                        | Não largou (Did not start)                |   |                                      |
| Recorde nacional     | Recorde nacional (National record)           | Recorde europeu       | Recorde europeu (European)            | DNF                        | Não terminou (Did not finish)             |   |                                      |
| Recorde pessoal      | Recorde pessoal do atleta (Personal best)    | Recorde da Oceania    | Recorde da Oceania (Oceania)          | DSQ / DQ                   | Desclassificado (Disqualified)            |   |                                      |
| Recorde da temporada | Recorde da temporada do atleta (Season best) | Recorde sul-americano | Recorde sul-americano (South America) | NM                         | Sem marca (No mark)                       |   |                                      |